# Тысячелетие крещения Польши

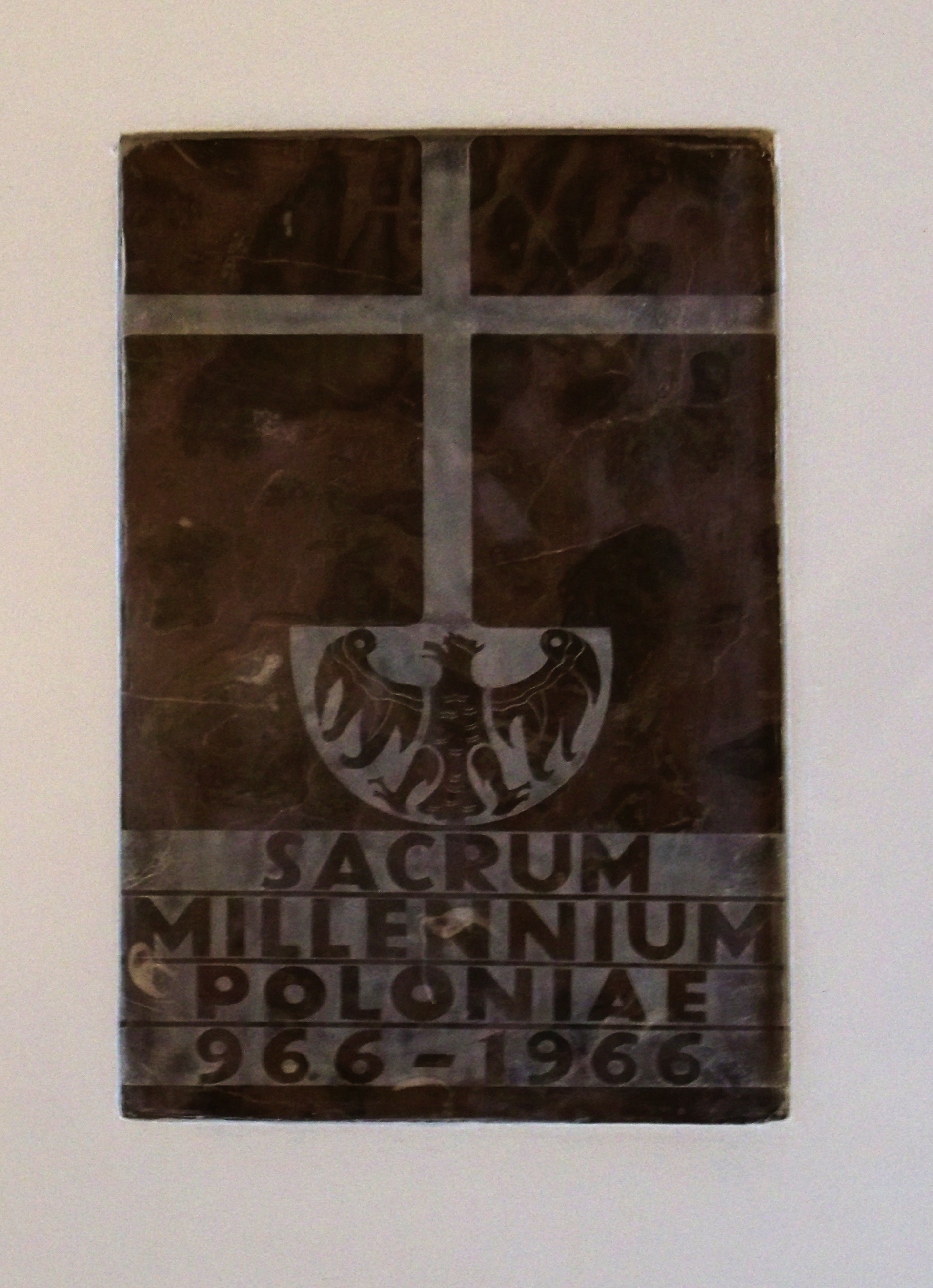
Стела «Sacrum Poloniae Millenium, 966—1966» на одном из варшавских костёлов

Тысячелетие крещения Польши — празднование 1000 лет принятия христианства в Польше в 1966 году.
Инициатором празднований тысячелетия крещения Польши был кардинал-примас Стефан Вышинский, которого с тех пор часто называют «Примасом Тысячелетия». Приготовления начались ещё в 1957 году с Великой Новенны — девятилетнего периода молитв и поста.
В 1966 году Стефан Вышинский объездил всю страну, воеводство за воеводством. Всюду его приветствовали десятки и сотни тысяч людей. Каждая церковь в Польше вывесила лозунг «Священное тысячелетие Польши 966—1966» (лат. Sacrum Poloniae Millenium, 966–1966), а также такие традиционные лозунги, такие как «Во имя Бога и страны» (лат. Pro Deo et Patria), «Всегда верен Польше» (лат. Poloniae semper fidelis), «Народ с Церковью» (пол. Naród z Kościołem).

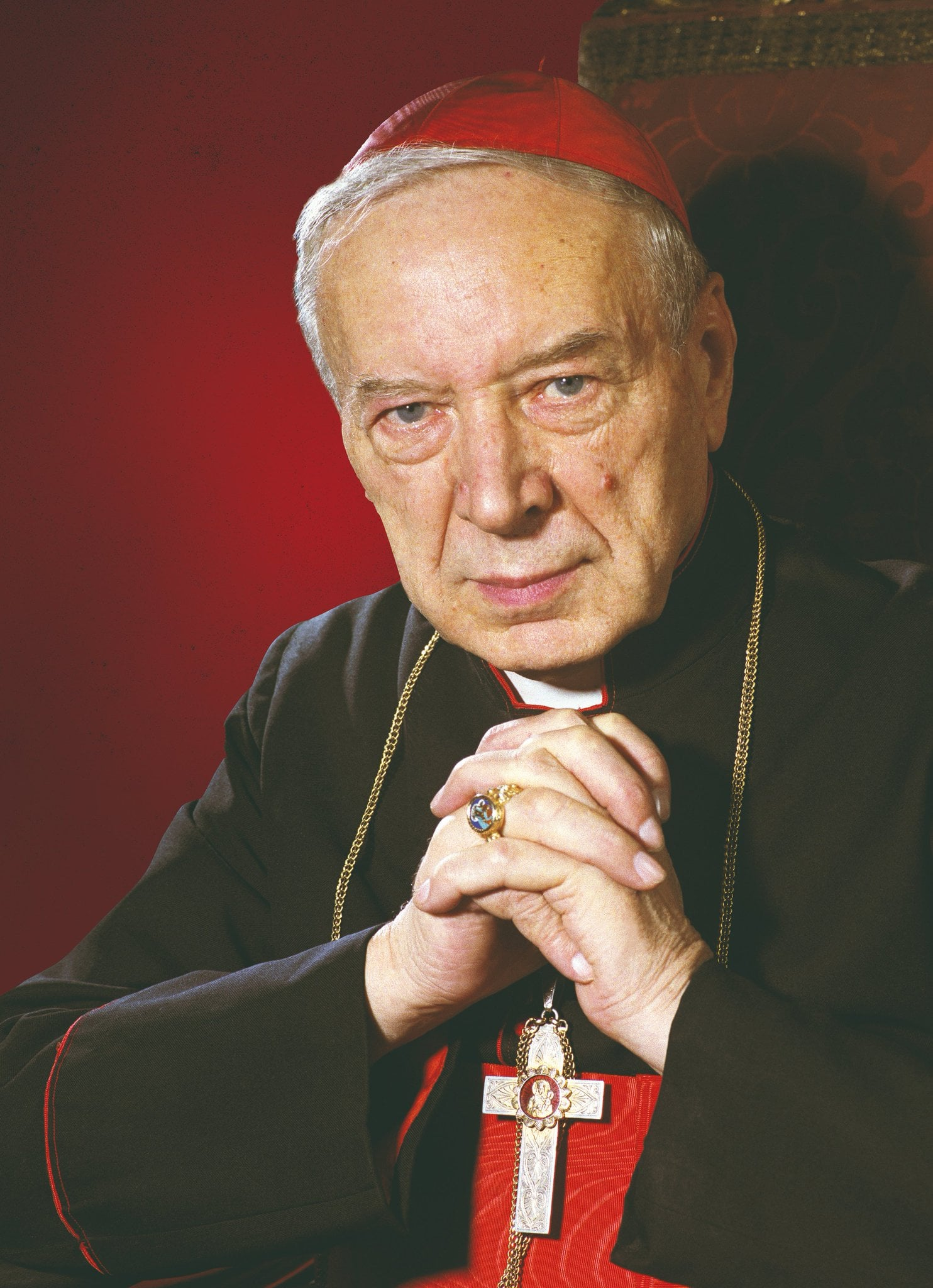
Стефан Вышинский — кардинал-примас Польши в 1953—1981 годах

Центральные торжества прошли на Ясной Горе в Ченстохове 3 мая. Был подтверждён акт вверения Народа Польского Деве Марии под её покровительство в течение следующих 1000 лет.

## Празднование в мире
Власти ПНР не разрешили визит в Польшу Папы Римского Павла VI. 15 мая 1966 года в соборе Святого Петра в Риме Папа Павел VI, которому помогал делегат от кардинала-примаса епископ Владислав Рубин, отправил папскую мессу в честь Польской церковной провинции. В церквях Санта-Мария-Маджоре, Сант-Андреа-аль-Квиринале в Монтекассино, в соборах в Глазго, в Лансе, в департаменте Па-де-Кале, в Детройте — везде, где были какие-то связи с Польшей, польские католики собирались и подтверждали свою веру. Читая проповедь в Гнезно, кардинал Вышинский обратился с таким призывом: «Я искренне хочу, чтобы вы твердо посмотрели на прошлое и настоящее и, научившись любить историю этого христианского народа, смотрели открытыми глазами на его католическую сущность».

## Реакция властей ПНР
Подготовку к празднику вели в то же время государственные и партийные функционеры. Сейм ПНР провозгласил период 1960—1966 годов «юбилеем польской государственности и культуры». Были ускорены археологические раскопки в Гнезно, Калише, Вишлице и других местах, чтобы иметь более определённые представления о жизни в княжестве Мешко. Устраивались процессии, подчёркивающие «патриотические и прогрессивные традиции польского народа на протяжении столетий». Научные общества устраивали собрания, обсуждая значение различных дат и событий. Организации молодежи начали грандиозную добровольную кампанию «тысяча школ в честь Тысячелетия» и перевыполнили свой план. Количество всевозможных годовщин быстро увеличивалось. В 1960 году отпраздновали 550-ю годовщину Грюнвальдской битвы. В 1961 году отпраздновали 300-летие первой польской газеты «Меркурий польский» как день рождения польской прессы. В 1963 году отметили сотую годовщину Январского восстания, в 1964 году — 600-ю годовщину Ягеллонского университета, древнейшего очага польской науки, и двадцатую годовщину ПНР, а в 1965 году — двадцатую годовщину освобождения Польши советскими войсками от немецко-фашистской оккупации. И, наконец, 1 мая 1966 года все государственные и партийные органы принимали участие в митингах, прошедших по всей стране, получили поздравления партий братских стран и иностранных сторонников и одновременно организовали колоссальные процессии, марши, концерты и танцы на улицах.
Само слово «тысячелетие» (пол. Tysiąclecie) имело в рамках коммунистической Польши двойное толкование. Церковь праздновала тысячу лет христианизации. Во вступлении к выпущенному церковью юбилейному альбому отмечено: «Всё началось с крещения». По мнению церкви, крещение Мешко имело большое значение. То было религиозное, церковное событие. Одновременно, органы государственной и партийной власти вели сугубо светские и политические демонстрации.